# Moineau rutilant
Passer rutilans
Vous lisez un « article de qualité » labellisé en 2011.
Espèce
Statut de conservation UICN

 LC  : Préoccupation mineure
Le Moineau rutilant (Passer rutilans) est une espèce d'oiseaux de la famille des Passeridae. C'est un petit oiseau trapu, au gros bec, granivore. Il mesure 14 à 15 centimètres de long. Son plumage est principalement roux au-dessus et gris en dessous. Il présente un dimorphisme sexuel, comparable à celui du Moineau domestique. Ses vocalisations ont une tonalité douce et musicale qui, lorsqu'elles s’enchaînent, forment un chant.
Ce moineau se nourrit principalement de graines mais il mange aussi des baies et des insectes, en particulier pendant la saison de reproduction. Ce régime alimentaire en fait un nuisible d'importance mineure dans les zones agricoles, mais aussi un prédateur d'insectes ravageurs. En période de reproduction, il n'est pas social et ses nids sont dispersés. En dehors de cette période, il vit en groupe mais ne s'associe que rarement à d'autres espèces. Dans certaines parties de son aire de répartition, il est sédentaire ; dans d'autres, il est migrateur et se déplace en hiver vers des latitudes ou des altitudes inférieures. Son nid est situé dans un creux d'arbre ou dans un trou d'une falaise ou bien d'une maison. Le mâle choisit le lieu de nidification avant de trouver une compagne et utilise le nid pour la parade nuptiale. La couvée contient typiquement cinq ou six œufs blanchâtres. Les deux sexes couvent les œufs et nourrissent les jeunes.
Trois sous-espèces sont distinguées, différant surtout par la présence ou non de couleur jaune sur leur ventre. Les sous-espèces rutilans et intensior vivent dans certaines régions d'Asie orientale, où on les trouve généralement dans les bois, et la sous-espèce cinnamomeus vit dans l'Himalaya où elle est habituellement associée aux cultures en terrasses. C'est un passereau typique des zones d'habitation humaine dans les régions où les moineaux domestique et friquet sont absents. Il préfère les altitudes élevées dans la partie méridionale de son aire mais, dans le nord, il se reproduit au niveau de la mer. Il est suffisamment commun dans l'Himalaya pour avoir sa propre dénomination dans certaines langues locales. Il est de plus représenté dans l'art japonais.

## Description

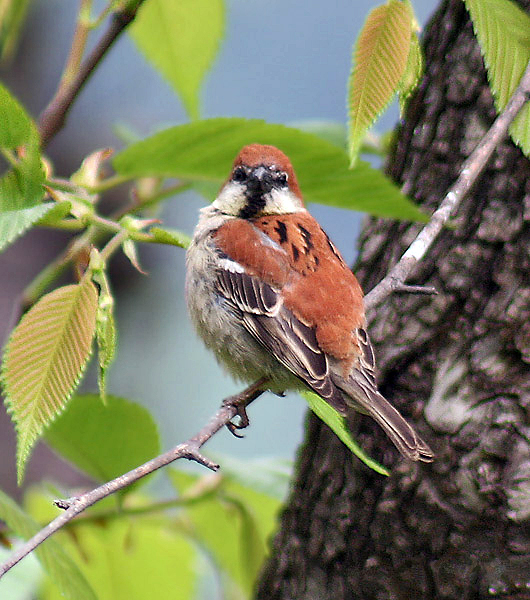
Mâle en plumage nuptial à Kullu, en Inde

Le Moineau rutilant est un petit oiseau trapu, au plumage roux. C'est un passereau de taille moyenne mesurant de 14 à 15 centimètres de long pesant 18 à 22,5 grammes,. Il a un bec épais adapté à son régime granivore, noir chez le mâle en période de reproduction, de couleur corne en période de non-reproduction, et jaunâtre avec le bout foncé chez la femelle. Son envergure va de 6,8 à 8,2 centimètres chez les mâles et de 6,7 à 7,7 centimètres pour les femelles. La queue, le bec et le tarse ont des longueurs respectives de 4,3 à 5,1 centimètres, 1,1 à 1,3 centimètre et 1,6 à 1,8 centimètre,. Ces mesures varient selon les lieux, entre les trois sous-espèces et aussi au sein de la sous-espèce himalayenne cinnamomeus. Cette dernière est généralement plus grande que les autres, et les individus vivant aux altitudes les plus élevées ont tendance à être plus grands que les autres, avec une variation clinale, les plus petits oiseaux vivant à l'ouest et les plus grands à l'est de leur territoire. L'iris est marron. Les pattes des deux sexes sont beige à rosâtre. Le vol de tous les moineaux est rapide mais celui du Moineau rutilant est décrit comme plus rapide et plus direct que celui du Moineau friquet.

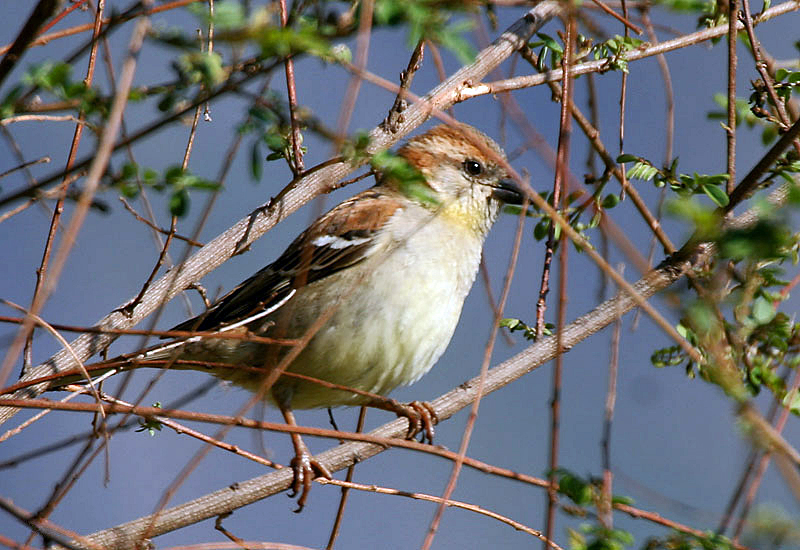
Femelle en plumage nuptial à Kullu, en Inde.

Le dimorphisme sexuel de son plumage est semblable à celui du Moineau domestique,. Le mâle reproducteur est roux clair ou cannelle sur ses parties supérieures, depuis la couronne jusqu'au croupion, avec des stries noires sur le manteau. Il a une petite bavette noire et le tour de l'œil est noir, séparé de la couronne rousse par un très mince sourcil blanc. Les côtés du cou et les joues sont blanc cassé et le ventre gris pâle à jaune, suivant les régions. Les épaules et les grandes plumes de couverture sont marron, les plumes de couverture moyennes sont noires à la base et blanches à l'extrémité. Le reste des ailes est beige avec des reflets noirs,,. La queue est brun foncé, brun gris sur les bords. Le mâle non-reproducteur diffère peu du mâle reproducteur, il est simplement un peu plus clair avec les parties supérieures un peu plus orangées,. Le mâle ne peut être confondu qu'avec le Moineau friquet, qui diffère par une tache noire sur la joue et le dos brun. La femelle a les parties supérieures en majorité beige, les parties inférieures gris pâle, et elle ressemble à la femelle du Moineau domestique. Elle en diffère par son plumage légèrement plus sombre, teinté de roux. Elle a un sourcil crème bien visible au-dessus de l'œil et autour de sa tête, et une bande brune au niveau des yeux. Elle a les ailes principalement brun grisâtre et le dos rayé de noir et de chamois,. Le juvénile est semblable à la femelle, quoique plus pâle, un peu sable. Lorsque le juvénile mâle atteint son premier hiver, il ressemble à l'adulte, en différant par sa couleur châtain un peu moins vive et un bavoir sombre,.
Il y a quelques variations entre les trois sous-espèces, en particulier dans la coloration des parties inférieures. Les oiseaux de la sous-espèce rutilans ont les joues et les côtés du cou blanc cassé et les parties ventrales gris pâle. Les oiseaux de la sous-espèce intensior sont jaune pâle sur le dessous et les joues et ont les parties supérieures plus sombres, tandis que ceux de la sous-espèce cinnamomeus sont d'un jaune voyant au niveau ventral. Leur mue est mal connue, les seuls documents à ce sujet proviennent des régions de Sakhaline et de l'Himachal Pradesh. Comme tous les moineaux, il a une mue post-juvénile complète. Dans la région de Sakhaline, la mue a lieu aux mois d'août et septembre, entre la saison de reproduction et celle de migration automnale. Dans l'Himachal Pradesh, l'aviculteur G.A. Perreau a observé les oiseaux sauvages et en captivité et a déclaré qu'ils avaient le ventre jaune de décembre au printemps et blanchâtre pendant le reste de l'année, un modèle qui est peut-être atypique.

## Écologie et comportement

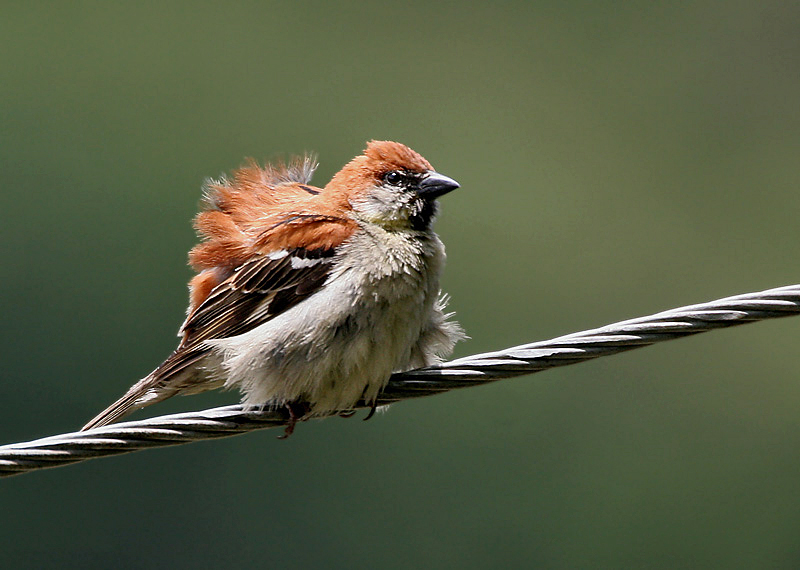
Mâle en plumage nuptial ébouriffant ses plumes.

Par de nombreux points, le comportement du Moineau rutilant est semblable à ceux du Moineau domestique et du Moineau friquet. Comme eux, il se nourrit au sol mais passe le plus clair de son temps perché dans les arbres. Contrairement à eux, il préfère se percher sur les branches aux vues dégagées

### Chant
Beaucoup de gens considèrent les vocalisations du Moineau rutilant comme « les plus agréables et les plus musicales » de tous les moineaux. Son appel de base est un piou ou coui, semblable à celui des autres moineaux. Cet appel est monosyllabique, à la différence du pépiement du Moineau domestique, et plus doux que celui des autres moineaux. Cet appel est donné comme signe de fuite, ou de parade des mâles. Les variations enregistrées comprennent un chweep par les mâles au nid et un cheeep roulé. Parfois, les appels des mâles s'enchainent sur un ton strident, créant une sorte de petit chant, qu'on peut transcrire par cheep chirrup cheeweep ou chreet-chreet-chreet. Le chant est entrecoupé de sibilants chu-swik similaires à ceux de la Bergeronnette grise (Motacilla alba),. Un fin swee swee rappelant celui du Pseudotraquet indien (Saxicoloides fulicatus) a aussi été reporté, mais on ne sait pas dans quel contexte cet appel est émis,. Au cours de différends territoriaux, les mâles émettent un rapide chit-chit-chit.

### Relations intra et interspécifiques

#### Comportement social au sein de l'espèce
En dehors de la période de reproduction, il est grégaire et forme de grandes bandes pour trouver de la nourriture, s'associant même souvent avec d'autres espèces d'oiseaux,. Le Moineau rutilant se nourrit alors en avançant par un système de roulement, où les individus à l'arrière passent continuellement à l'avant. Le Moineau rutilant est aussi social la nuit durant l'hiver, et il forme de grands dortoirs dans les arbres et les buissons. Par contre, en saison de reproduction, les femelles dorment dans les nids et les mâles dans le feuillage à proximité.

#### Relations interspécifiques
Bien qu'en dehors de la saison de reproduction ce moineau forme souvent des volées mixtes d'alimentation avec d'autres espèces d'oiseaux, des individus ont été observés en train de tenter de voler le nid de mésanges noires (parasitisme de nid). Il est pour sa part victime de parasitisme de couvée du Coucou gris.
Comme de nombreuses autres espèces d'oiseaux, le Moineau rutilant subit l'assaut de parasites. Les taux de mortalité n'ont pas été étudiés chez ce moineau, mais on sait que de nombreux jeunes meurent d'infections dues à Isospora, face auxquelles l'oiseau a peu de résistance. D'autres parasites comprennent les mouches à viande Protocalliphora, et les poux Menacanthus.
Au niveau des relations avec l'humain, il est décrit comme timide et méfiant par certains observateurs mais James Denis Summers-Smith l'estime abordable dans les collines de l'Inde. En hiver, les bandes de Moineaux rutilants ont tendance à se tenir à l'écart des habitations.

### Alimentation
Adulte, ce moineau se nourrit habituellement sur le sol, surtout de graines de mauvaises herbes mais aussi de riz, d'orge et d'autres céréales. Il consomme aussi des baies, telles que celles de certaines espèces de Berbéris lorsqu'il en trouve. Les oisillons sont nourris principalement d'insectes, notamment de chenilles et de larves recueillies sur les arbres et d'insectes capturés en vol, Au cours de la saison de reproduction, les adultes consomment aussi des insectes,. Les individus vivants dans les zones urbanisées peuvent aussi se nourrir de déchets alimentaires trouvés dans les rues.

### Reproduction

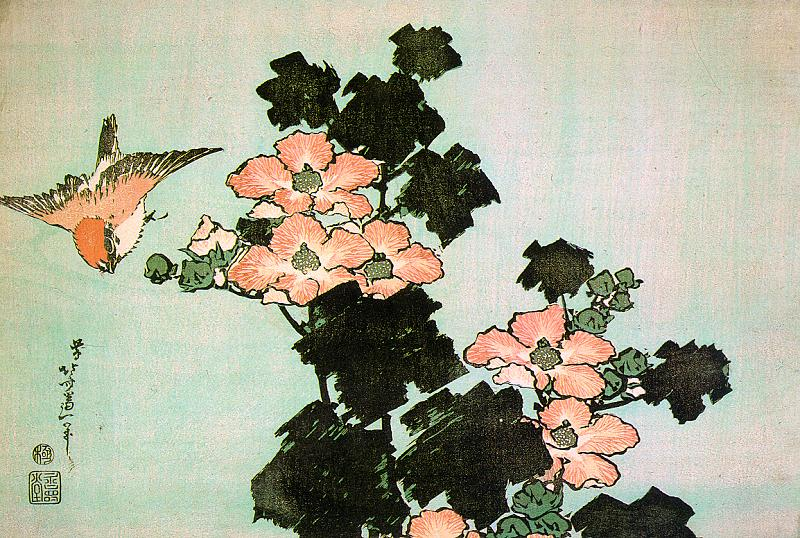
« Hibiscus et Moineau » par Hokusai (vers 1830) montrant un Moineau rutilant.

La saison de reproduction du Moineau rutilant est courte, environ trois mois en moyenne. La sous-espèce himalayenne cinnamomeus se reproduit d'avril à août, la sous-espèce type de mai à juillet et la sous-espèce intensior ne semble se reproduire qu'en mars. Au cours de sa saison de reproduction, ce moineau n'est pas grégaire et les nids sont dispersés de façon homogène plutôt que réunis par paquets. Les nids sont le plus souvent construits dans des cavités d'arbres, souvent des nids de pics désaffectés,. On a pu observer que des Moineaux rutilants faisaient leurs nids à côté de ceux de Moineaux friquets et de Bergeronnettes grises dans les nids de Milans noirs, profitant de la défense territoriale de ces rapaces pour éviter la prédation de leurs propres nids. Parmi les autres sites de nidification, on trouve les avant-toits de chaume, les murs en pierre, les remblais et les boîtiers électriques. Au Bhoutan, il niche dans des trous de murs des monastères, souvent aux côtés du Moineau friquet. Sur l'île de Sakhaline, il construit parfois son nid dans les buissons. Il utilise également les nids désaffectés de l'Hirondelle rousseline et on a vu un couple de moineaux tenter d'évincer un couple de Mésanges de Vigors (Periparus ater melanolophus) de leur nid.
Le mâle choisit l'emplacement du nid et s'en sert pour sa parade nuptiale, passant beaucoup de temps à chanter à proximité. Quand une femelle s'approche d'un tel mâle, celui-ci commence à parader en levant la tête, laissant tomber ses ailes, gonflant la poitrine et baissant la queue. Il s'incline et se redresse plusieurs fois devant la femelle, qui s'éloigne puis s'envole si elle n'est pas réceptive. Les deux sexes participent à la construction du nid, qui consiste en un tas lâche et désordonné d'herbes sèches, doublé de poils et de plumes destinés à conserver la chaleur,,. Les œufs sont allongés, ovales, avec une texture fine et un léger brillant. Ils sont d'un blanc cassé avec des taches et des stries brunes,. La taille moyenne de l'œuf est de 19,2 × 14,2 millimètres. Les œufs ont une forme légèrement plus allongée et une couleur plus terne que ceux du Moineau friquet, mais ils ne peuvent pas en être distingués avec certitude. Il y a généralement deux couvées de quatre, voire parfois cinq ou six œufs par an. À Hokkaidō, les couvées ont lieu entre début mai et début juillet, avec un pic de fréquence autour de la mi-mai et un autre fin juin. Les deux sexes couvent et nourrissent les jeunes, le mâle étant souvent plus actif pour nourrir les oisillons. À Hokkaido, les oisillons pèsent entre 2 et 5 grammes et s'envolent quatorze ou quinze jours après l'éclosion, lorsqu'ils ont atteint un poids de 15 à 55 grammes. Des cas de parasitisme de couvée par le Coucou gris ont été rapportés dans la littérature ancienne.

## Répartition et habitat

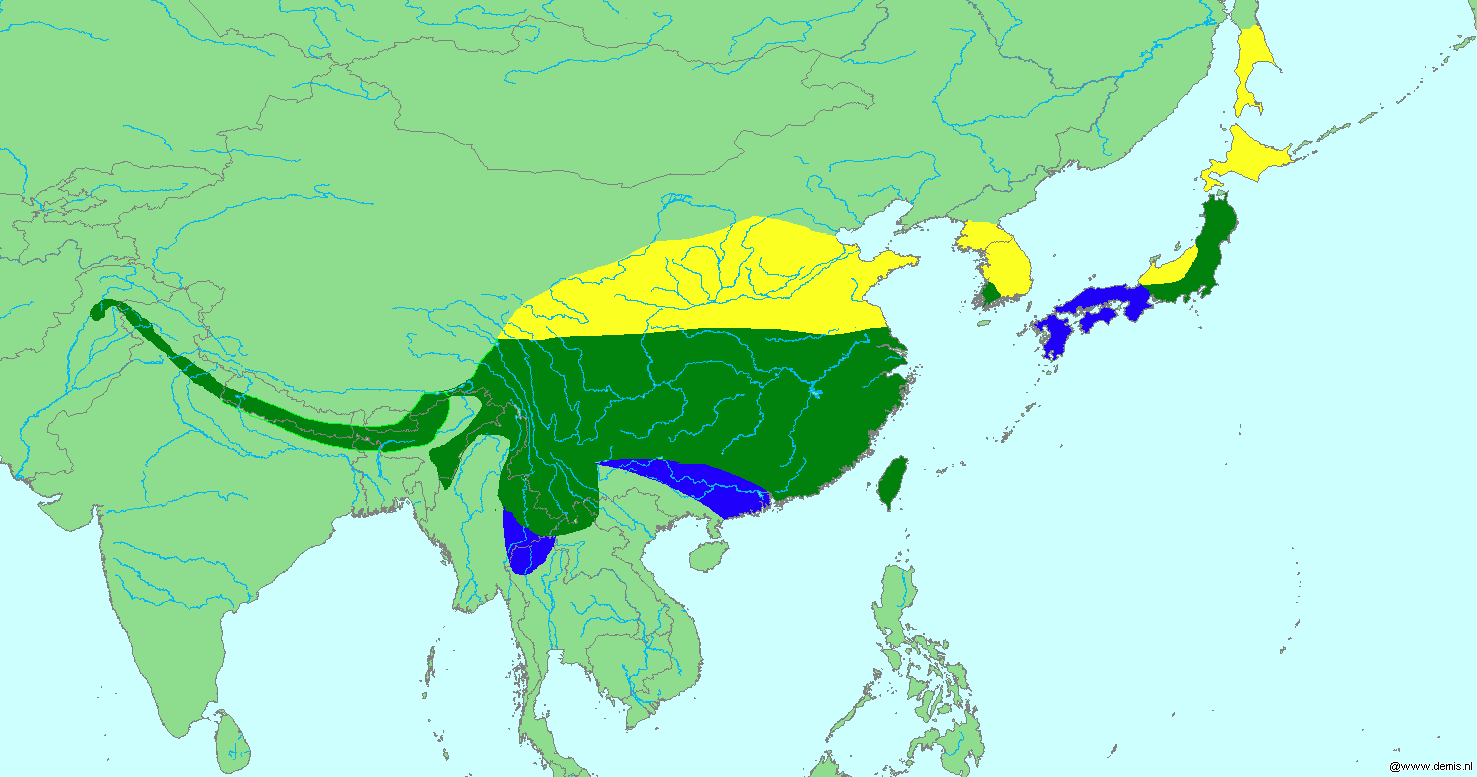
Résident à l'année
Présence en hiver
Présence en été

Le Moineau rutilant vit en Asie orientale et dans l'Himalaya. On ne sait pas si sa répartition est continue entre ces deux domaines car la vallée du Brahmapoutre, près de la frontière entre la Chine et l'Inde est très peu accessible aux ornithologues pour des raisons politiques. Dans l'Himalaya, le Moineau rutilant niche depuis Arunachal Pradesh en Inde jusqu'au Cachemire et au Nourestân en Afghanistan en passant par le sud-est du Tibet, le Bhoutan, le Sikkim, le Népal, l'Uttarakhand et Himachal Pradesh. Dans la plus grande partie de ces régions, le Moineau fait de courts trajets vers des régions de plus basse altitude entre novembre et avril. Dans l'est de l'Asie, on le trouve sur l'île de Sakhaline, sur les îles Kouriles, une petite partie de la Russie continentale, au Japon, en Corée du Sud et dans une partie du nord de la Chine et, dans ces régions, il est surtout migrateur. On le trouve dans le sud de la Chine et à Taïwan, dans les régions montagneuses de la Birmanie, au sud du Nord-Est indien, au Laos et au Viêt Nam, où il est surtout résident. Il peut hiverner également dans le sud du Japon, à l'extrême sud de la Chine et au nord de la Thaïlande. En Asie orientale, la migration automnale a lieu entre août et novembre.
La reproduction a lieu dans les montagnes et les plateaux dans la plus grande partie de son territoire. Cette préférence pour l'altitude est influencée par la latitude. Dans l'extrême sud de son aire, il ne niche jamais en dessous de 2 500 mètres d'altitude, mais dans le nord de son aire il niche souvent au niveau de la mer. En Asie orientale, il préfère les bois clairsemés mais on le rencontre parfois dans les villes et les zones agricoles. Sur Sakhaline, il se reproduit principalement dans les forêts ripariennes. À Hokkaido, il trouve davantage de nourriture pour ses petits dans les forêts isolées, et s'y reproduit facilement,. Dans l'Himalaya, il est fortement associé aux cultures en terrasses, et il est probable qu'il ne s'est installé là que quand ces pratiques agricoles y sont arrivées, il y a 3 000 à 4 000 ans. Dans les villes où il vit aux côtés du Moineau domestique et du Moineau friquet, on le trouve plus dans les jardins qu'autour des zones bâties. Dans les localités de montagne indiennes où il vit avec le Moineau domestique, ce dernier niche autour des zones les plus construites et les bazars alors que le Moineau rutilant préfère les grandes maisons avec des jardins et des espaces dégagés. Dans les villes où il vit seul, il ne niche pas dans les arbres, mais autour des maisons et se nourrit des déchets alimentaires trouvés dans les rues. En hiver, les oiseaux migrateurs vivent dans les champs et les prairies mais ne s'éloignent jamais des arbustes ou des arbres.

## Taxinomie

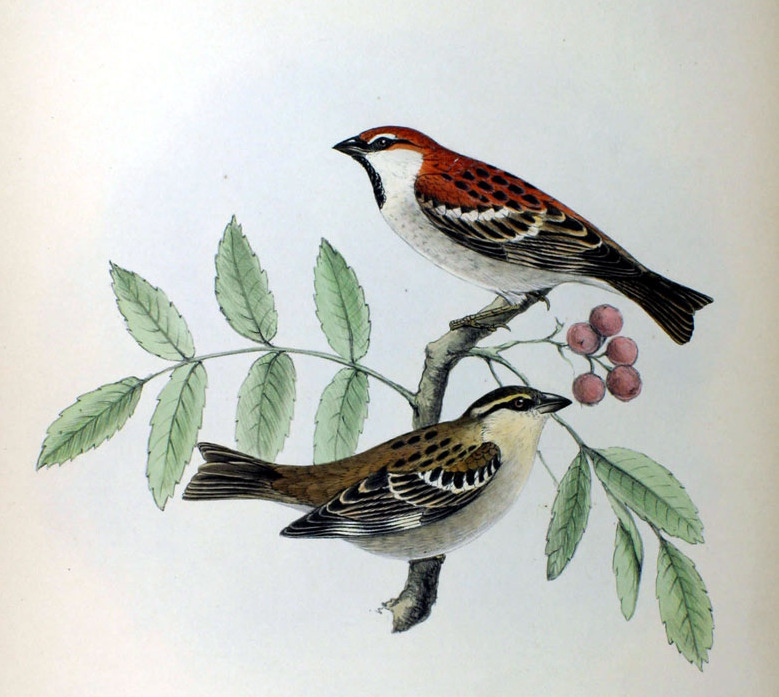
Illustration d'un couple par Philipp Franz von Siebold, dans Fauna Japonica, désigné par le synonyme de Passer russatus.

Le Moineau rutilant a d'abord été décrit scientifiquement sous le nom de Fringilla rutilans par le zoologiste hollandais Coenraad Jacob Temminck en 1835, à partir d'un individu prélevé au Japon. Son nom spécifique vient du latin rutilus, « d'un rouge brillant » ou « auburn ». Il a été généralement classé dans le genre Passer et, dans ce genre, il est considéré comme faisant partie du groupe de moineaux à bavette noire de la région Paléarctique qui comprend le Moineau friquet ainsi que le Moineau domestique. Il a généralement été considéré comme un proche du Moineau domestique et Richard Meinertzhagen a même considéré qu'il s'agit de la même espèce que le Moineau de Somalie, un des plus proches parents du Moineau domestique,. Cependant, les études du génome mitochondrial indiquent que le Moineau rutilant est une ramification précoce ou une espèce primitive des moineaux à bavette noire,. Alors que l'ADN mitochondrial suggère que la spéciation du genre Passer a eu lieu au cours du Miocène et du Pliocène, l'ornithologue britannique James Denis Summers-Smith estime que le Moineau rutilant s'est séparé des autres moineaux à bavette noire environ entre il y a 25 000 et 15 000 ans, au cours de la dernière période glaciaire. À cette époque, les moineaux n'auraient trouvé des refuges libres de glace qu'en des endroits isolés, tels que la basse vallée du Yang-tsé-Kiang, que Summers-Smith considère comme le point de départ le plus probable de l'évolution de cette espèce de moineaux,.
Treize sous-espèces ont été décrites, mais seulement trois sont généralement reconnues. Les différences portent en grande partie sur la couleur de leur ventre,. La sous-espèce type Passer rutilans rutilans vit au Japon, en Corée, à Taïwan et au sud et au centre de la Chine. La sous-espèce intensior, décrite en 1922 par Walter Rothschild vit au Yunnan, se reproduit au sud-ouest de la Chine et dans certaines régions de l'Inde, en Birmanie, au Laos et au Viêt Nam,,. Dans une grande partie du Sichuan, ces deux sous-espèces s'hybrident et un certain nombre de noms de sous-espèces ont été proposés pour ces croisements. La sous-espèce cinnamomeus décrite en 1836 par John Gould dans le nord-ouest de l'Himalaya, se reproduit du nord de l'Arunachal Pradesh jusqu'au Nourestân,.

## Le Moineau rutilant et l'Homme

### Menaces et conservation
Il semble être abondant dans la plupart des habitats de la plus grande partie de sa très vaste aire de répartition et, dans certaines zones, il est parmi les oiseaux les plus communs,,. Dans le sud-est de l'Asie, son aire de répartition s'est rétrécie dans les zones d'altitude les plus basses à cause du réchauffement climatique, mais il a également migré vers de plus hautes altitudes et il y est courant. Bien que sa population mondiale n'ait pas été quantifiée, l'Union internationale pour la conservation de la nature (UICN) le considère comme de « Préoccupation mineure (LC) ».

### Dans la culture et dans l'art
Si, dans une partie de son territoire, le Moineau rutilant vit en ville, on le rencontre le plus souvent à proximité des cultures et il est considéré comme un organisme nuisible mineur pour l'agriculture. Bien qu'il puisse faire des dommages dans les champs, il nourrit ses oisillons en grande partie avec des insectes nuisibles,. En Chine, comme le Moineau friquet, il peut être conservé en captivité. Au Japon, il était consommé dans les années 1870 et vendu au marché de jouets de Yokohama. Il est suffisamment bien connu dans l'Himalaya pour avoir un nom vernaculaire différent de celui du Moineau friquet comme lal gouriya en hindi et kang-che-go-ma en tibétain. L'artiste japonais Hokusai l'a peint et, de ce fait, il figure sur des timbres sur l'art japonais émis au Japon, en Gambie et au Guyana.